# سيدني كولمان
سيدني كولمان (بالإنجليزية: Sidney Coleman)‏ هو فيزيائي أمريكي، ولد في 7 مارس 1937 في شيكاغو في الولايات المتحدة، وتوفي في 18 نوفمبر 2007 في كامبريدج في الولايات المتحدة.

## الجوائز والتكريم
- جائزة داني هينمان للفيزياء الرياضية (2000)[7]